# Eden Roc Miami Beach
El Eden Roc Miami Beach es un hotel turístico situado en el 4525 de Collins Avenue en Miami Beach (Florida, Estados Unidos). El edificio también contiene el Nobu Hotel Miami Beach. Fue diseñado por Morris Lapidus en el estilo moderno de Miami y construido entre 1955 y 1956. Renovado en 2008, consta de 621 habitaciones, incluidas 96 suites. Fue construido en la finca Warner tras un litigio sobre los derechos de urbanización de esta parcela y de la vecina finca Firestone, en la que se construyó el hotel Fontainebleau Miami Beach.

## Diseño
Morris Lapidus diseñó el Eden Roc para una parcela situada justo al norte del hotel Fontainebleau Miami Beach, que había diseñado él mismo y fue completado en 1954. El Eden Roc fue diseñado para Harry Mufson, quien era un antiguo socio empresarial, entonces distanciado, del propietario del Fontainebleau, Ben Novack. Juntos habían creado previamente otro hotel emblemático de Miami Beach —que completó Lapidus, pero fue iniciado por otro arquitecto— situado unos ochocientos metros al sur, el Sans Souci, inaugurado en 1949. La parcela del Eden Roc había sido previamente la finca Warner, propiedad de Albert Warner de la Warner Bros. Mufson le dijo a Lapidus: «No quiero ninguna de las cosas francesas que usaste en el Fontainebleau. Eso es para niños.»
Novack se enfureció con Lapidus y Mufson por construir el Eden Roc, entonces considerado uno de los hoteles más elegantes y lujosos de la época, rivalizando con el Fontainebleau, y tomó represalias en 1961 construyendo una torre blanca de catorce plantas en la parte norte de la parcela del Fontainebleau para dar sombra a la piscina del Eden Roc. Todas las habitaciones de esta torre daban hacia el sur, y el lado que daba hacia el Eden Roc era un muro sin pintar y desagradable a la vista cuya única ventana, de un ático frente al mar en el lado norte, pertenecía a Novack, que la creó con el objetivo de «mantener vigilado» a Harry y sus huéspedes en el Eden Roc. Mufson demandó a Novack en la que se convertiría en una de las batallas legales arquitectónicas más agrias y personales de la historia de Miami Beach.

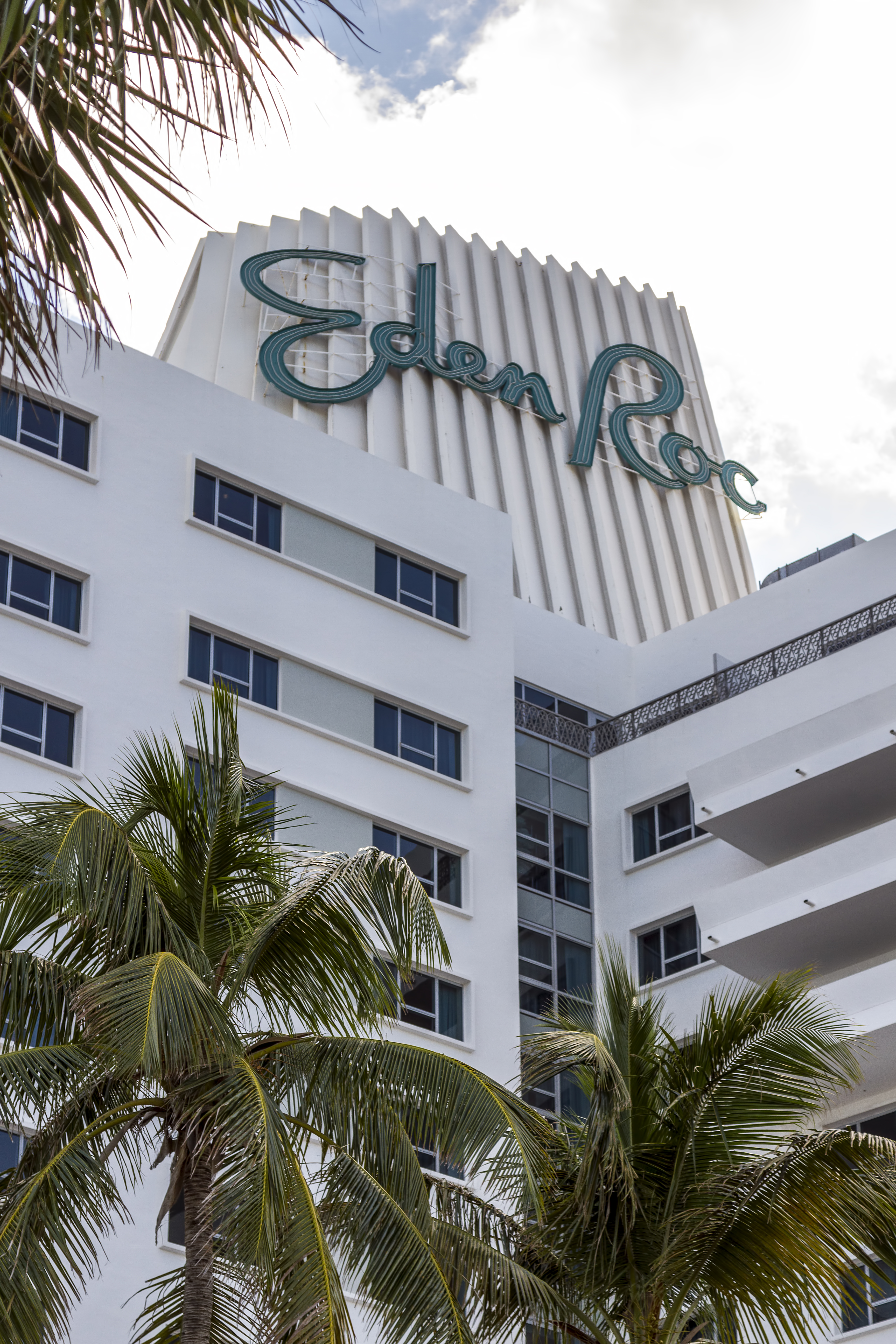
La corona y el letrero del hotel.

En el Eden Roc, Lapidus evitó las amplias curvas del Fontainebleau, decantándose en su lugar por una composición más formal reminiscente de los hoteles más antiguos de Miami Beach. El edificio está coronado por una gran estructura con aletas que sostiene los letreros del hotel. Se construyó un anexo en el lado sur de la parcela del Eden Roc para tapar el muro del Fontainebleau, así como nuevas piscinas en ubicaciones sin sombra.
El nombre del hotel procede del pabellón Eden Roc del Hôtel du Cap-Eden-Roc de Antibes (Francia). El Eden Roc Miami Beach albergaba el Cafe Pompei, un restaurante que ofrecía entretenimiento junto con la cena, y la Mona Lisa Room, un comedor formal íntimo. El Harry's American Bar era la discoteca del hotel, que no debía su nombre al propietario del hotel, Harry Mufson, sino a un famoso bar de Venecia —considerado por muchos una institución—, cuyo nombre Morris Lapidus tomó prestado para la histórica discoteca del Eden Roc.

## Historia reciente
El hotel fue restaurado en 1997 por los arquitectos Spillis Candela and Partners. En 2005, Marriott International empezó a explotar el hotel bajo su marca Renaissance Hotels & Resorts con el nombre de Eden Roc Renaissance Miami Beach, después de llevar a cabo una renovación y ampliación de dieciocho meses con un presupuesto de 200 millones de dólares, liderada por Nichols Architects. Completada en 2008, la ampliación creó una nueva torre de veintiuna plantas, llamada Ocean Tower, y fue premiada por la conservación histórica del hotel.
Debido a los desacuerdos entre Marriott y los propietarios del hotel, que dieron lugar a numerosas demandas, el contrato de cincuenta años fue resuelto y Marriott dejó el Eden Roc el 11 de julio de 2013.

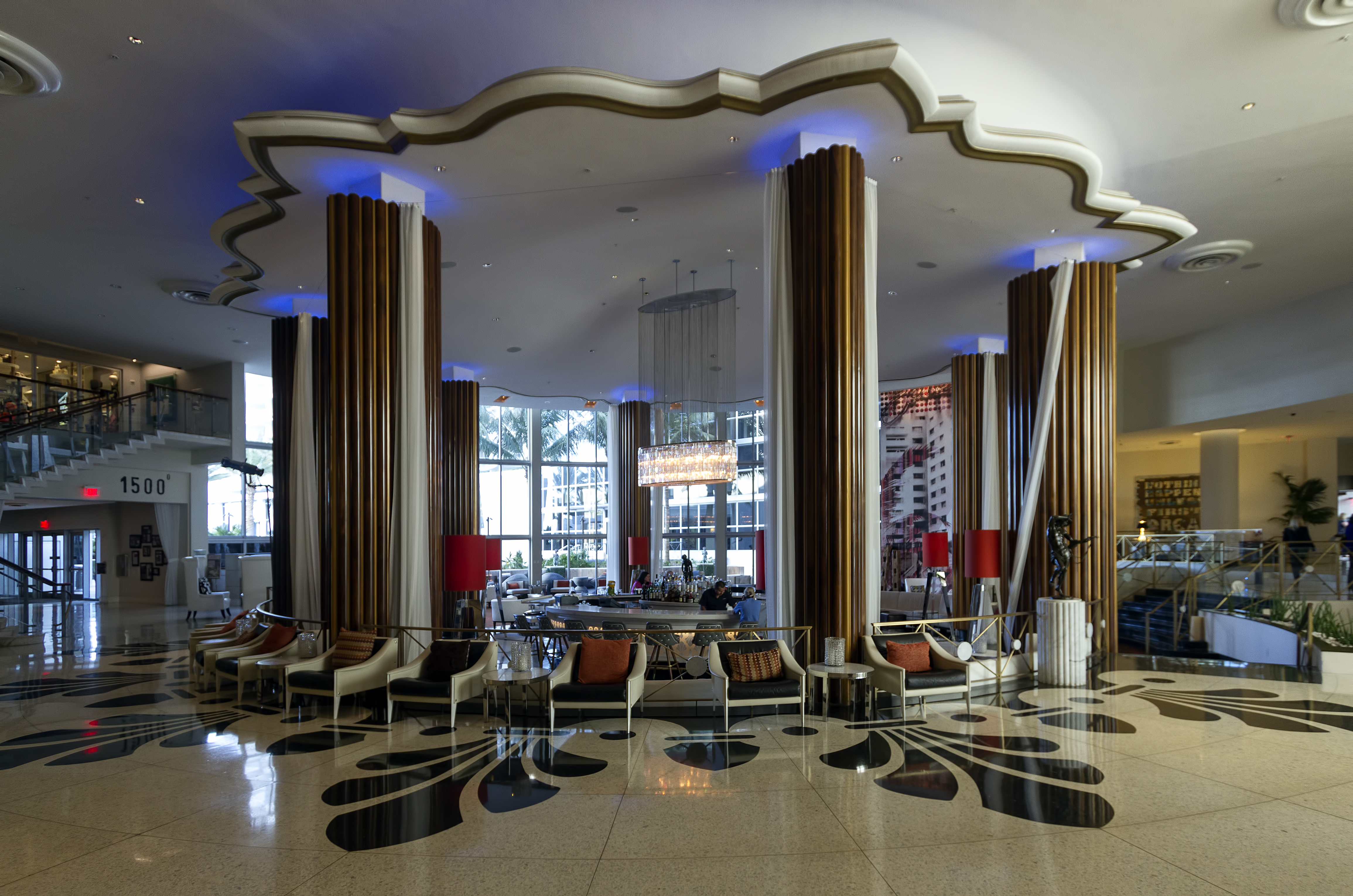
El vestíbulo, antes de su transformación en 2016 en el Bar Nobu.

En 2016, una parte del hotel, que incluye 206 habitaciones y el bar y los restaurantes del hotel, fue convertida en el Nobu Hotel Miami Beach, un «hotel dentro de un hotel». Actualmente, el Eden Roc tiene 415 habitaciones restantes.

## En la cultura popular
El grupo musical Steely Dan menciona «una habitación en una torre en el Eden Roc» como símbolo del lujo en la canción Brooklyn (Owes the Charmer Under Me) de su álbum Can't Buy a Thrill (1972).
En 1956, el Eden Roc apareció en dos episodios consecutivos de la serie de televisión I Love Lucy, titulados Deep Sea Fishing y Desert Island.
En el hotel también se grabó el videoclip de la canción Bailando del grupo belga de eurodance Paradisio, y su emblemática corona se puede ver varias veces a lo largo del vídeo.